# Mongyawng
Mongyawng är en kommun i Myanmar.   Den ligger i regionen Shanstaten, i den östra delen av landet, 500 km öster om huvudstaden Naypyidaw. Antalet invånare är 33 143.